# Młoda Litwa

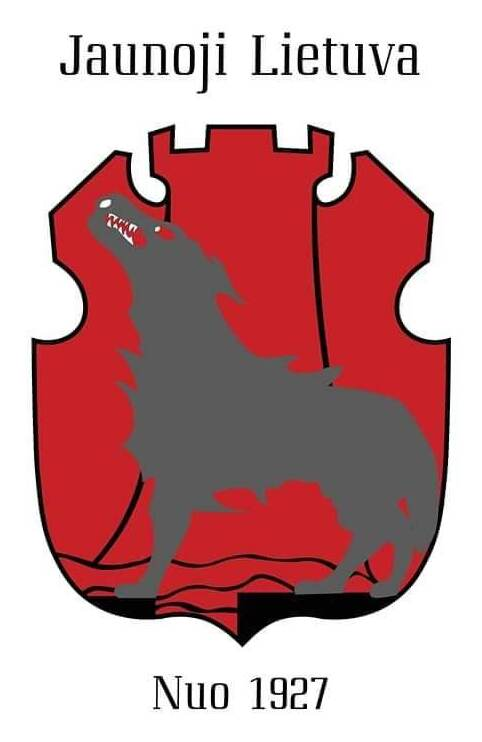
Logo partii Młoda Litwa

Młoda Litwa (lit. Jaunoji Lietuva, JL) – litewska partia polityczna działająca od 1994, o profilu narodowym, konserwatywnym i antykomunistycznym.

## Historia
Ugrupowanie o tej samej nazwie istniało w latach 1927–1940, będąc młodzieżową formacją przedwojennego Związku Litewskich Narodowców. Nawiązującą do tego ruchu organizację powołano ponownie w 1988, wśród jej głównych postulatów znalazły się restytucja państwa litewskiego i zakończenia sowieckiej okupacji kraju.
W 1994 w oparciu o jej struktury utworzono partię polityczną pod nazwą Litewska Partia Narodowa „Młoda Litwa” (lit. Lietuvių Nacionalinė Partija „Jaunoji Lietuva”). Na jej czele stanął Stanislovas Buškevičius, pełniący wówczas funkcję doradcy premiera do spraw młodzieży w tworzonym przez postkomunistów z Litewskiej Demokratycznej Partii Pracy rządzie (1992–1996).
W programie partii znalazło się żądanie powrotu do idei państwa narodowego, domagano się m.in. wydalenia z Litwy mniejszości narodowych przybyłych do kraju po 1940, choć deklarowano tolerancję i szacunek dla mniejszości historycznych (głównie Polaków i Żydów). Partia nawoływała do rozliczenia z przeszłością komunistyczną, pozbawienia przywilejów byłych pracowników KGB i wysiedlenia ich do Rosji. Proponowano powoływanie specjalnych narodowych oddziałów samoobrony złożonych z ludności cywilnej, domagano się surowego karania przestępców. W dziedzinie polityki zagranicznej opowiedziała się za integracją z Unią Europejską i NATO, a przeciwko bliskim związkom z WNP i Rosją, od której żądała m.in. przekazania Litwie obwodu królewieckiego. W programie gospodarczym popierała przypływ na Litwę obcego kapitału, nie godząc się jednocześnie na sprzedaż ziemi cudzoziemcom.
Partia była krytykowana szczególnie przez konserwatywny Związek Ojczyzny, którego działacze porównywali ją m.in. do liberalnych demokratów Władimira Żyrynowskiego.
W pierwszych wyborach samorządowych w 1995 JL zdobyła 16 mandatów radnych w skali kraju (w tym 2 w radzie miejskiej Wilna), w kolejnych uzyskiwała poniżej 10 miejsc w radach lokalnych. Od 2003 jest reprezentowana jedynie w samorządzie Kowna, w którym znajduje się jej siedziba.
W wyborach parlamentarnych w 1996 i 2000 na bazie Młodej Litwy zorganizowano komitety wyborcze, które nie przekraczały wynoszącego 5% progu wyborczego, uprawniającego do otrzymania mandatów z listy krajowej, otrzymując odpowiednio 3,81% i 1,15% głosów. Jednocześnie w obu tych wyborach Stanislovas Buškevičius jako jedyny przedstawiciel partii był wybierany posłem z okręgu jednomandatowego.
W wyborach w 2004 kandydaci Młodej Litwy wystartowali z ramienia Chrześcijańsko-Konserwatywnego Związku Socjalnego Gediminasa Vagnoriusa, nie uzyskując miejsc w parlamencie. W 2006 doszło do przerejestrowania partii połączonego z przyjęciem nowej skróconej nazwy. Rok później w kolejnych wyborach samorządowych JL uzyskała 2 mandaty w skali kraju (w Kownie). Lider ugrupowania Stanislovas Buškevičius został wybrany wiceburmistrzem Kowna. W wyborach parlamentarnych w 2008 partia uzyskała poniżej 2% głosów i pozostała poza parlamentem. W wyborach w 2011 Młoda Litwa uzyskała 6,49% głosów i 4 miejsca w kowieńskiej radzie miejskiej (utraciła tę reprezentację w 2015). Młoda Litwa ponownie wystawiła swoich kandydatów do Sejmu w 2012, lista krajowa uzyskała poparcie na poziomie około 0,6%, żaden z kandydatów z okręgów jednomandatowych nie wszedł do drugiej tury. W wyborach w 2016 współtworzona przez JL koalicja otrzymała około 0,5% głosów. W 2020 partia wsparła listę ugrupowania Nacionalinis susivienijimas, nie wprowadzając żadnych swoich przedstawicieli do Sejmu. W kolejnych wyborach w 2024 ugrupowanie współpracowało z Litewskim Związkiem Rolników i Zielonych, również tym razem nie uzyskując mandatów w parlamencie.